# Namibia, épisode 2
Épisode 2 est le second tome de la série de bande dessinée Namibia, second cycle de la série Kenya de Leo et Rodolphe. L'album est paru le novembre 2010 en France.